# 乔娜陨石坑
乔娜陨石坑（Chawla）是月球背面位于巨大的阿波罗环形山坑内东南部的一座小撞击坑，其名称取自印裔美籍科学家，2003年2月1日在哥伦比亚号航天飞机事故中不幸罹难的美国宇航局宇航员卡尔帕娜·乔娜（1961年-2003年），2006年被国际天文学联合会批准接受。

## 描述

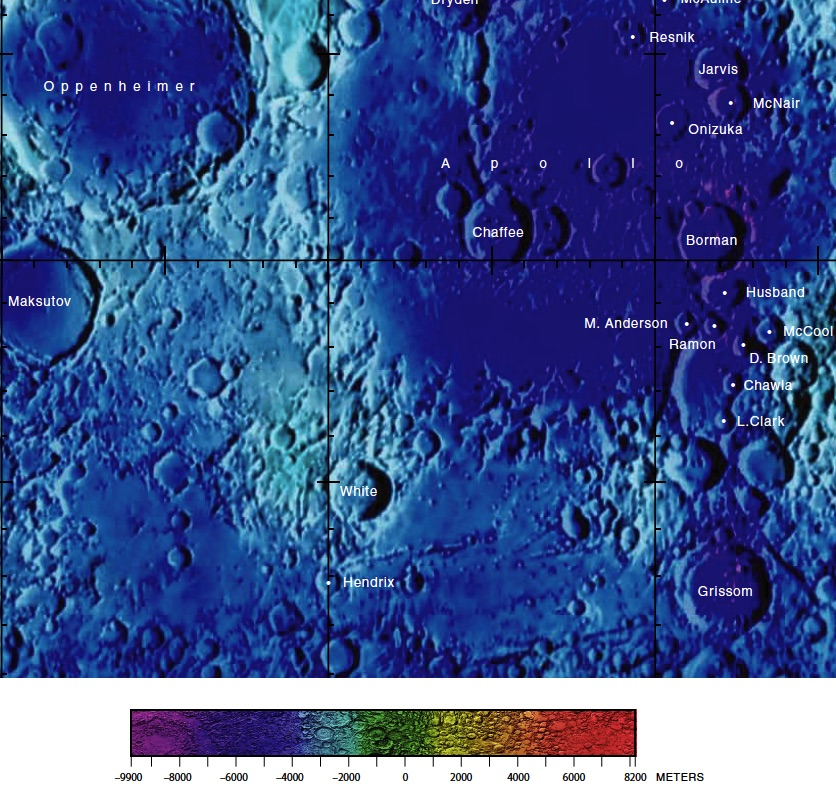
阿波罗环形山周边区域，月球背面区域详图。

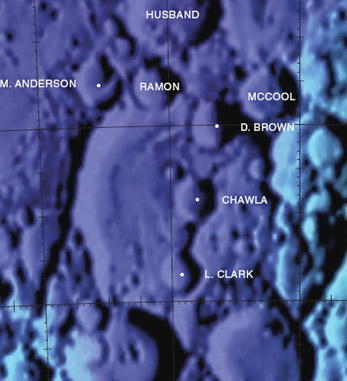
乔娜陨石坑及周边

该陨坑位于阿波罗环形山坑底南部一座更古老的、直径约80公里的废墟坑中央，西北偏北毗邻迈·安德森陨石坑和拉蒙陨石坑、东北偏北及西南偏南分别靠近大卫·布朗陨石坑和劳·克拉克陨石坑。
该陨坑中心月面坐标为42°29′S 147°29′W / 42.48°S 147.49°W，直径14.25公里，深度约2.30公里。
乔娜陨石坑外观呈不规则圆碗状，东西二侧略显外突，坑壁已部分磨损、侵蚀，但边缘轮廓仍较清晰、完整，坑壁最大高出周边地形530米，沿西北和东面二侧坑壁稍为切进了二座也已磨损的小陨坑。该陨坑内侧壁较为平缓，坑底几乎呈圆锥状，并已被所环绕坑壁上坍塌的岩石所填塞，未有可见的其它地貌结构。

## 另请查看
- 月球陨石坑
- 行星体系命名法
- 月面学
- 月岩
- 后期重轰炸期